# Ларимна
Ла́римна (греч. Λάρυμνα) — деревня в Греции. Расположена на высоте 5 м над уровнем моря, на берегу бухты Лармес залива Вориос-Эввоикос. Административно относится к общине Локри в периферийной единице Фтиотида в периферии Центральная Греция. Население 883 человек по переписи 2011 года.

## История
У Ларимны находился кефаларий (воклюз, κεφαλάρι) — восходящий карстовый источник, который считался устьем Кефиса. Кефаларий соединялся с озером Копаида посредством подземного сточного канала (катабофры, понора, καταβόθρα). Вход в катабофру выступал на 20—40 метров над дном озера Копаида и находился близ акрополя микенского города Гла у современной деревни Кастро.
Древний город Ларимна располагался южнее современной деревни. Наносы заполнили южную часть бухты Лармес и превратили древнюю гавань в прибрежную равнину.
Акрополь Ларимны занимал полностью полуостров к северо-востоку от древнего порта. Стена построена в технике исодом (opus isodomum) и в одном месте сохранила многоугольную кладку. Крепость имела не менее восьми квадратных башен. В восточной части полуострова акрополь сохранился на высоту около трёх метров с эллинистических времён.
На горе Пазараки (Παζαράκι) в 2,5 км к югу от Ларимны найден другой акрополь, который не сохранился выше уровня земли. Учёные не смогли однозначно отождествить акрополь с древним городой. В качестве вариантов предлагаются Αγχόη и Ано-Ларимна (Верхняя).
У подножия горы Пазараки сохранилась в хорошем состоянии часть древней дороги. Дорога соединяла внутренние районы Беотии с Ларимной.
Согласно Павсанию город получил название от Ларимны, дочери Кина. В древности Ларимна была подчинена Опунту. На вершине могущества Фив Ларимна добровольно вошла в Беотийский союз.
После победы при Орхомене римские легионы под командованием проконсула Суллы разрушили Ларимну, Анфедон и Галы.

## Металлургический завод

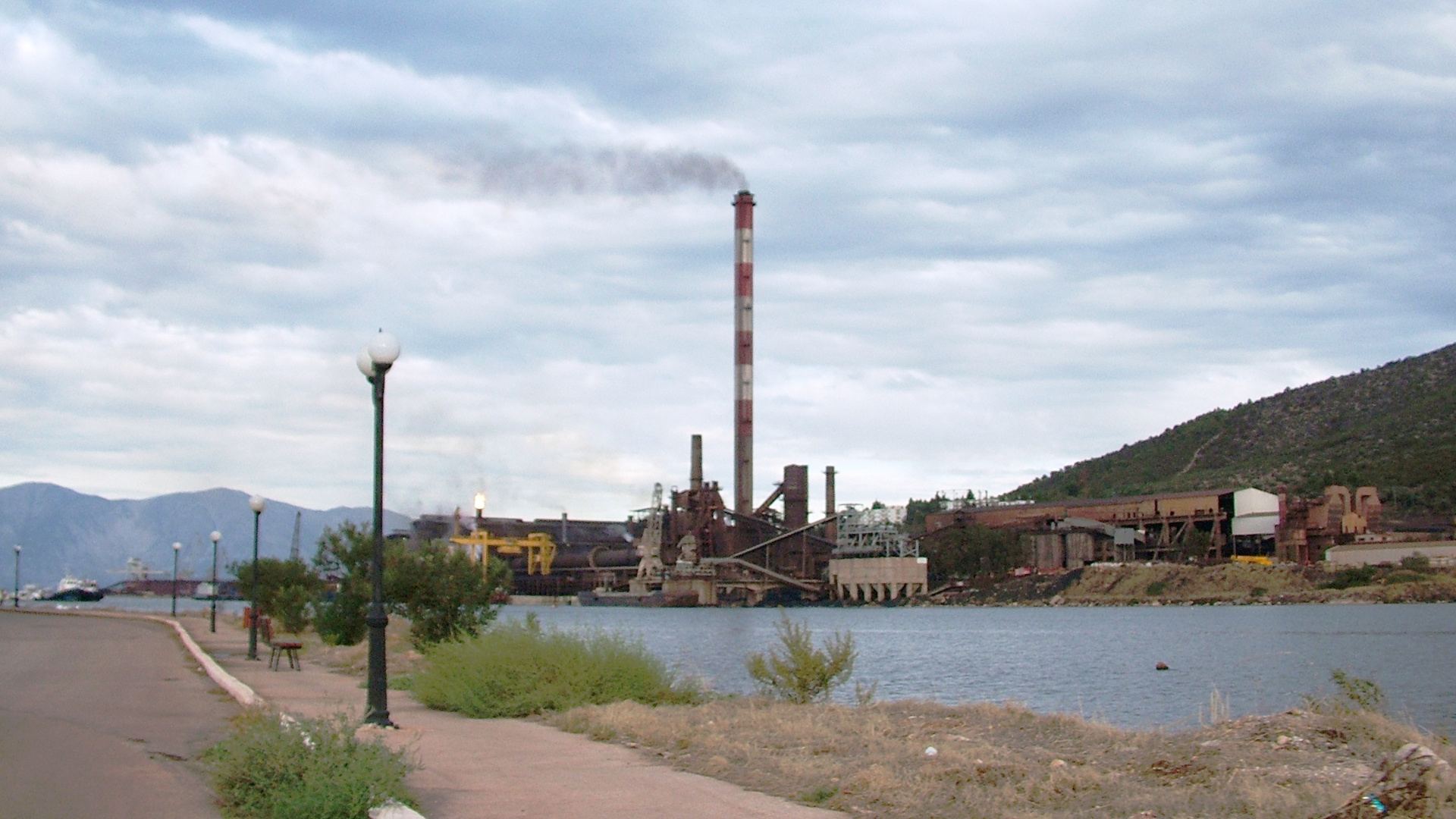
Металлургический завод в Ларимне

В 1966 году в Ларимне на противоположной стороне бухты Лармес начал плавку металлургический завод горно-металлургического предприятия «Ларко». Завод перерабатывал латеритные (окисленные никелевые) руды месторождения Айос-Иоанис. Содержание в сухой перерабатываемой руде, %: Ni — 1,7, SiO2 — 5, Fe — 37, MgO — 2, Al2O3. В 1968—1975 годах построены рабочий посёлок Металия со школой, яслями, спортивной площадкой, церковью и общественным центром. В 1977 году построен для транспортировки руды от рудников до завода ленточный конвейер большой протяжённости длиной 7,5 км, самый длинный в Европе.

## Сообщество Ларимна
Сообщество Мистрас (Κοινότητα Λαρύμνης) создано в 1913 году (ΦΕΚ 200Α). В сообщество входит три населённых пункта. Население 1278 человек по переписи 2011 года. Площадь 21,746 квадратных километров.
| Населённый пункт | Население (2011), человек |
| ---------------- | ------------------------- |
| Лагониси         | 0                         |
| Ларимна          | 883                       |
| Металия          | 373                       |

## Население
| Год  | Население, человек |
| ---- | ------------------ |
| 1991 | 931                |
| 2001 | 1085               |
| 2011 | ↘ 883              |